# Apicia strigularia
Apicia strigularia är en fjärilsart som beskrevs av D. Jones 1921. Apicia strigularia ingår i släktet Apicia och familjen mätare. Inga underarter finns listade i Catalogue of Life.